# هلدینگ عبدالباقی
هلدینگ عبدالباقی یک شرکت خانوادگی ساخت برج‌های مسکونی و اداری، انبوه‌سازی و شهرک‌سازی است که از سال ۱۳۳۶ تحت عنوان شرکت عبدالباقی در آبادان و در قالب گروه ساختمانی مسکن شروع به فعالیت کرد. از سال ۱۳۷۱ شرکت عبدالباقی توسعه پیدا کرد و وارد فعالیت در حوزه‌های مدیریت کارگاه‌ها و فروشگاه‌های تولید و توزیع آجیل و خشکبار و ایجاد رستوران‌های زنجیره‌ای شد و هلدینگ عبدالباقی شکل گرفت. حسین عبدالباقی مدیر عامل و رئیس هیئت مدیره هلدینگ عبدالباقی بود که گفته شده در زمان فروریختن ساختمان متروپل آبادان درگذشت.
بازار سنتی فیدوس، شهرک خودرویی آبادان ،مجتمع تجاری الماس اروند،مجتمع تجاری الماس جنوب،برج ساحلی اروند،برج تجاری و مسکونی وزرا و برج اداری و پزشکی شماره ۱ متروپل از جمله پروژه‌هایی است که این شرکت ساخته و برج شماره دو ساختمان متروپل آبادان که در خرداد ۱۴۰۱ فروریخت نیز در میان پروژه‌های در دست ساخت این شرکت بود. ساختمان شماره یک ساختمان متروپل آبادان سال ۱۳۹۹ افتتاح و بهره‌برداری شده بود.